# Kenep (Beji)
Kenep is een bestuurslaag in het regentschap Pasuruan van de provincie Oost-Java, Indonesië. Kenep telt 2698 inwoners (volkstelling 2010).